# Podura
Los Poduridos (Poduridae) son una pequeña familia de colémbolos monotípica, conteniendo al género Podura y que conforma a la superfamilia monotípica Poduroidea. El género posee cuatro especies a la fecha:
- Podura aquatica Linnaeus, 1758
- Podura fuscata Koch & Berendt, 1854
- Podura infernalis Motschulski, 1850
- Podura pulchra Koch & Berendt, 1854